# Miguel Câmara Filho
Miguel Fenelon Câmara Filho (Quixeramobim, 4 aprile 1925 – Teresina, 28 giugno 2018) è stato un arcivescovo cattolico brasiliano.

## Biografia
Nato a Quixeramobim il 4 aprile 1925, fu ordinato sacerdote l'8 dicembre 1948 per l'arcidiocesi di Fortaleza. Il 9 gennaio 1970 è consacrato vescovo ausiliare di Fortaleza, carica che manterrà fino al 1974, quando verrà nominato arcivescovo coadiutore, poi arcivescovo di Maceió.
In questa arcidiocesi attuò, fra le altre cose, il seguente programma:
- decima assemblea arcidiocesana con conseguente elaborazione di cinque piani pastorali;
- rafforzamento del Movimento Natal em Família;
- creazione di innumerevoli Centri Comunitari;
- incentivo alla pastorale delle favelas;
- anno missionario, 1983;
- creazione dell'Associação de Proteção e Assistência Carcerária (APAC);
- erezione di 13 nuove parrocchie, 9 nella capitale e 4 nell'interno.

Trasferito all'arcidiocesi di Teresina il 7 ottobre 1984, vi rimase fino al 21 febbraio 2001, quando si dimise per raggiunti limiti d'età.
Morì a Teresina il 28 giugno 2018 all'età di 93 anni.

## Genealogia episcopale e successione apostolica
La genealogia episcopale è:
- Cardinale Scipione Rebiba
- Cardinale Giulio Antonio Santori
- Cardinale Girolamo Bernerio, O.P.
- Arcivescovo Galeazzo Sanvitale
- Cardinale Ludovico Ludovisi
- Cardinale Luigi Caetani
- Cardinale Ulderico Carpegna
- Cardinale Paluzzo Paluzzi Altieri degli Albertoni
- Papa Benedetto XIII
- Papa Benedetto XIV
- Papa Clemente XIII
- Cardinale Marcantonio Colonna
- Cardinale Giacinto Sigismondo Gerdil, B.
- Cardinale Giulio Maria della Somaglia
- Cardinale Carlo Odescalchi, S.I.
- Cardinale Costantino Patrizi Naro
- Cardinale Lucido Maria Parocchi
- Arcivescovo Adauctus Aurélio de Miranda Henriques
- Arcivescovo Moisés Ferreira Coelho
- Arcivescovo José de Medeiros Delgado
- Cardinale Eugênio de Araújo Sales
- Arcivescovo Miguel Fenelon Câmara Filho

La successione apostolica è:
- Vescovo Fernando Panico, M.S.C. (1993)
- Vescovo José Gonzalez Alonso (1995)
- Vescovo Alfredo Schäffler (2000)